# 金沢春友
金沢 春友（かなざわ はるとも、1884年11月10日 - 1974年11月21日）は、日本の地方政治家、郷土史家。戦前に旧常豊村町長を1期務め、戦後には塙町町長を2期務めた。また、郷土史家としても、地元である福島県南部の古文書の掘り起こしや、水戸天狗党の研究などに業績を残した。

## 経歴
当時の福島県東白川郡石井村に生まれた。生家は、かつては名主の家柄であった。福島県立安積中学校（後の福島県立安積高等学校の前身）に学んだが、父の死によって1902年に学校を中退し、農業に従事した。その後、常豊村（後の塙町）に移り、酒造業を興し、さらに発電所建設などに携わった。1925年に常豊村村会議員となり、助役を経て、1937年11月14日から1941年6月30日まで常豊村長を務めた。
1934年には、日本学術振興会の『日本経済史原典』の編纂に関わった。また、第二次世界大戦後の1948年には、当時の文部省内に設置された近世庶民史料調査委員会の嘱託となり、福島県南部の古文書の調査を手がけた。
1950年から福島県国宝及び重要美術品等調査委員となり、1953年には県教育功労者に選ばれた。また、1954年には文部省史料館調査委員となった。
1956年7月15日に塙町の町長となって、当時紛糾していた合併問題の対処に当たったが、そのもつれから1958年にはリコール運動が起きた。リコールは成立しなかったものの、1960年の町長選挙では、対立候補として立った近藤永昌に敗れて落選し同年7月14日付で町長職を離れた。金沢は、次の1964年の町長選挙では返り咲きを果たし、同年7月15日から再び町長を務めたが、1968年の選挙では、金沢の下で助役であった鈴木泰芳に敗れ、同年7月14日付で退任した。
地方政治家としての活動の傍ら、1950年から1970年代にかけて郷土史関係の著書、編著書を刊行した。また、田中愿蔵刑場跡の記念碑の建立など、顕彰事業にも大きく貢献したとされる。
1963年には福島県文化功労賞を受賞した。さらに1967年には紺綬褒章、1970年には勲五等瑞宝章を受章した。

## おもな著書
- 水郡鉄道完成記念、水郡鉄道完成記念碑建設事務所、1934年
- 水戸天狗党遺聞、富貴書房、1955年
- 農山村社会経済史、富貴書房、1955年
- 地方史行脚五十年、大盛堂印刷出版部、1963年
- 塙の特産・蒟蒻の由来、大盛堂印刷所、1966年
- 塙町郷土資料 第2集、大盛堂印刷所、1967年
- 史実と巷説 : 明治百年 ［前編］、大盛堂印刷出版部、1968年
- 史実と巷説 : 明治百年 ［後編］、大盛堂印刷出版部、1969年
- 八十七年の夢、大盛堂印刷所出版部、1970年
- 西国筋郡代と広瀬淡窓、大盛堂印刷出版部、1972年
- 黒風白雨九十年、大盛堂印刷出版部、1973年
- 水戸天狗党と久慈川舟運、柏書房、1974年

### 編著
- 寺西代官治績集、常豊郷土史刊行会、1930年
- 元禄十四年陸奥国棚倉領植田村外一ケ村惣百姓分限帳、岩磐郷土史研究会、1954年
- 白石禎美翁遺稿、白石禎美翁頌徳碑建立協賛会、1966年
- 寺西代官民政資料、柏書房、1972年

以上のほか、自家出版物の著書などがある。